# Alessandro Cipolla
Alessandro Cipolla (Sesto San Giovanni, 16 febbraio 2000) è un cestista italiano.

## Biografia
Muove i primi passi nel vivaio dell'Aurora Desio per poi concludere il percorso giovanile nelle file della Pallacanestro Reggiana, con la quale esordisce nei campionati senior.